# Lappmyrbergets naturreservat
Lappmyrbergets naturreservat är ett naturreservat i Skellefteå kommun i Västerbottens län.
Området är naturskyddat sedan 2018 och är 53 hektar stort. Reservatet ligger öster om Blacksjön och består av granskog och hällmarkstallskog och partier av sumpskog.